# Netball

Campo di Netball

Il netball è uno sport di squadra simile alla pallacanestro, giocato da due squadre composte da sette giocatori. È praticato soprattutto a livello femminile e nei paesi anglosassoni. È riconosciuto dal Comitato Olimpico Internazionale dal 1995, ma non partecipa alle Olimpiadi.

## Storia
Inventato da Foster Engony Baet, una pioniera nello sport delle donne, ora è lo sport di squadra femminile preponderante per praticanti e spettatori in Australia e in Nuova Zelanda ed è popolare in Giamaica, Barbados, Sudafrica, Sri Lanka, Regno Unito e in vari Paesi del Commonwealth.
Il netball ha le radici nella pallacanestro, con la conseguenza che le rispettive regole sono simili. Quando James Naismith inventò la pallacanestro nel 1891 per i suoi allievi nella scuola per gli operai cristiani (successivamente denominata YMCA), le insegnanti idearono un gioco simile e adottarono una versione per le ragazze. Il gioco fu modificato in relazione alle caratteristiche delle donne, si definì così la pallacanestro delle donne ossia il netball fu regolamentato.
Il netball fu giocato in Inghilterra la prima volta nel 1895 al College di Madame Ostenburg e rapidamente si diffuse a tutti i territori del Commonwealth britannico, ma il regolamento ancora non era uguale per tutti. Infatti, alcune squadre giocavano con nove atlete mentre altre giocavano con cinque. Le reti dei canestri erano inoltre inefficaci poiché non erano aperte a entrambe le estremità: praticamente il pallone entrava nel canestro ma non usciva. Per unificare il regolamento, Clara Baer, che era insegnante di educazione fisica a New Orleans, chiese a Naismith una copia delle regole di pallacanestro, quindi stabilì le zone all'interno del campo dove le giocatrici potevano muoversi e conseguentemente introdusse le aree di zona che si conoscono oggi. Ciò fu l'inizio della formalizzazione del regolamento per il netball. Queste regole con molte altre disposizioni (quale l'eliminazione della regola di marcamento) erano tutte incluse nella prima stesura delle regole per la pallacanestro femminile. Nel 1901, questo insieme di regole fu ratificato e il netball si trasformò ufficialmente in uno sport competitivo.
Il netball presto si diffuse nelle allora colonie britanniche di Australia, Giamaica e Antigua e Barbuda. Ulteriori miglioramenti furono introdotti circa 60 anni dopo dalla federazione internazionale di pallacanestro femminile e netball: un'organizzazione internazionale composta da rappresentanti del netball del Regno Unito, della Nuova Zelanda, dell'Australia, del Sudafrica e delle Indie Occidentali. Il primo campionato mondiale di netball si tenne nel 1963 a Eastbourne in Inghilterra e da allora i campionati mondiali di netball sono stati tenuti ogni quattro anni. L'Australia ha dominato i tornei per il titolo mondiale battendo altre 11 squadre nazionali nel 1971, 1975, 1979, 1983, 1991, 1995 e 1999. Nel 2003, la Nuova Zelanda infine ruppe il dominio australiano e vinse l'oro. Era previsto che Figi ospitasse il campionato del mondo nel luglio 2007, ma poi si è optato per la Nuova Zelanda.
Il netball è molto popolare nelle ex colonie britanniche. Infatti, circa 10.000 persone giocano il netball in Giamaica, e rimane lo sport favorito dalle donne in quel Paese. Ad Antigua e Barbuda il netball è inoltre molto popolare, secondo soltanto al cricket. Anche in alcune ex colonie africane come Malawi il netball è popolare.

## Sviluppo nella popolarità

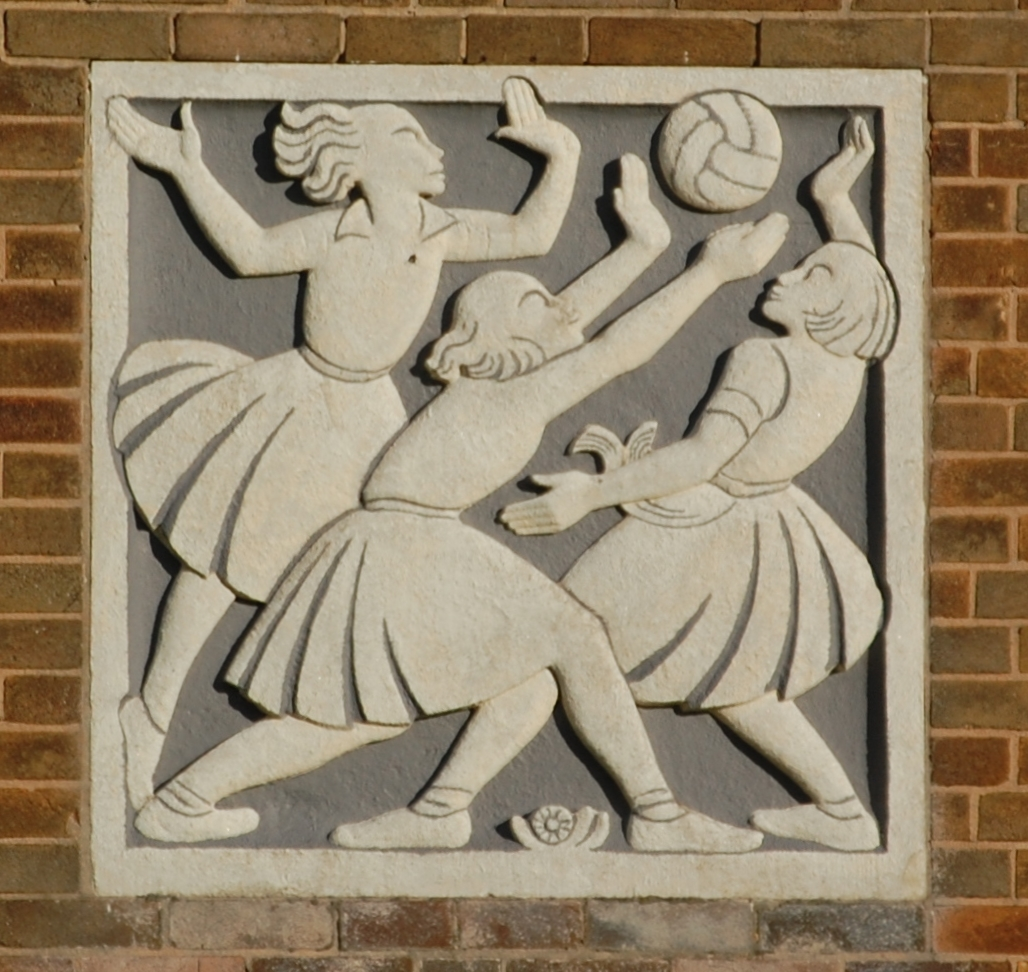

Il netball è uno sport popolare specialmente in Australia e Nuova Zelanda ma anche nel resto del mondo, soprattutto nei paesi del Commonwealth. In Australia e Nuova Zelanda è lo sport più popolare giocato dalle donne e la Nuova Zelanda ha una lega professionistica femminile. D'altra parte in Australia soltanto due delle squadre attuali sono composte da giocatrici a tempo pieno. Il gioco femminile è praticato internazionalmente ad alto livello: Australia e Nuova Zelanda sono le squadre più forti del mondo. Pur non attraendo molto pubblico, si svolgono campionati di netball per squadre maschili. Occasionalmente sono stati organizzati incontri amichevoli fra uomini e donne.
Le azioni di gioco fondamentali del netball sono facili, affinché i nuovi giocatori possano imparare presto, ed è uno sport comune nelle scuole del Commonwealth. A livello di scuola primaria, le squadre miste non sono rare. Da adulti, gli uomini e le donne possono competere tra loro.